# Antena evolucionada

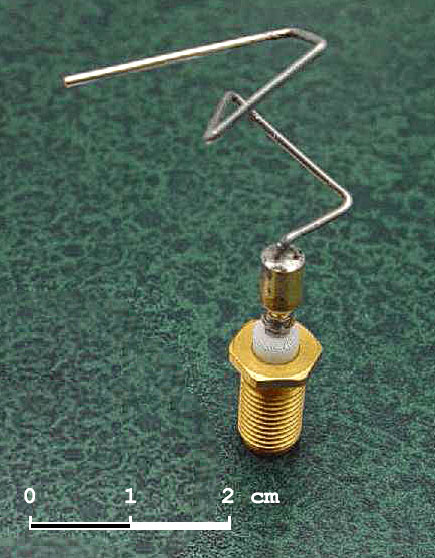
L'antena de la nau espacial ST5 de la NASA de 2006. Aquesta forma complicada la va trobar un programa evolutiu de disseny informàtic per crear el millor patró de radiació.

En les comunicacions de ràdio, una antena evolucionada és una antena dissenyada totalment o substancialment per un programa de disseny informàtic automàtic que utilitza un algorisme evolutiu que imita l'evolució darwiniana. Aquest procediment s'ha utilitzat en els darrers anys per dissenyar unes quantes antenes per a aplicacions de missió crítica que impliquen requisits de disseny estrictes, conflictius o inusuals, com ara patrons de radiació inusuals, per als quals cap dels molts tipus d'antenes existents és adequat.

## Procés
El programa informàtic comença amb formes d'antena simples, després afegeix o modifica elements de manera semialeatoria per crear una sèrie de noves formes d'antena candidates. A continuació, s'avaluen per determinar fins a quin punt compleixen els requisits de disseny i es calcula una puntuació numèrica per a cadascun. A continuació, en un pas similar a la selecció natural, es descarta una part de les antenes candidates amb les pitjors puntuacions, deixant una població més petita dels dissenys amb la puntuació més alta. Utilitzant aquestes antenes, l'ordinador repeteix el procediment, generant una població successiva (utilitzant operadors com mutació, encreuament i selecció) a partir de la qual es seleccionen els dissenys amb més puntuació. Després d'una sèrie d'iteracions, s'avalua la població d'antenes i s'escull el disseny amb la puntuació més alta. L'antena resultant sovint supera els millors dissenys manuals, perquè té una forma asimètrica complicada que no s'hauria pogut trobar amb els mètodes tradicionals de disseny manual.
Els primers dissenys d'antena evolucionats van aparèixer a mitjans de la dècada de 1990 a partir del treball de Michielssen, Altshuler, Linden, Haupt i Rahmat-Samii. La majoria dels professionals utilitzen la tècnica de l'algoritme genètic o alguna variant d'aquesta per fer evolucionar els dissenys d'antenes.
Un exemple d'antena evolucionada és una antena de banda X desenvolupada per a una missió de la NASA del 2006 anomenada Space Technology 5 (ST5). L'objectiu de la missió era demostrar tecnologies innovadores d'ús potencial en futures missions espacials. Cada satèl·lit tenia dues antenes de comunicació per parlar amb les estacions terrestres: una antena evolucionada amb una estructura inusual i una antena d'hèlix quadrifilar més estàndard. El primer es va desenvolupar per satisfer un conjunt desafiant de requisits de la missió, en particular la combinació d'amplada de feix ampli per a una ona polaritzada circularment i amplada de banda d'impedància àmplia per cobrir les freqüències d'enllaç ascendent i descendent a la banda X. Les dues antenes van ser fabricades pel Laboratori de Ciències Físiques de la Universitat Estatal de Nou Mèxic. El seu aspecte exterior era essencialment idèntic, ja que un radome d'escuma cobria els elements radiants. La missió ST5 es va llançar amb èxit el 22 de març de 2006 i va funcionar durant el període de la missió abans de ser donada de baixa per la NASA, de manera que aquesta antena evolucionada representa el primer objecte evolucionat artificialment del món per volar a l'espai. Altres antenes evolucionades es van utilitzar posteriorment a la nau espacial Lunar Atmosphere i Dust Environment Explorer.